# Andreas Londos
Andreas S. Londos (in greco Ανδρέας Λόντος?; Vostitsa, 1786 – Atene, 1846) è stato un militare e politico greco. Fu iniziato nella Filikí Etería nel 1818, e fu uno dei primi capi militari ad alzare la bandiera della rivolta nel Peloponneso durante la guerra d'indipendenza greca.
Il 26 gennaio 1821, con lo stratagemma di una disputa fondiaria tra proprietari terrieri, Londos e altri importanti proprietari terrieri, primati e vescovi della Filiki Eteria, tra cui Andreas Zaimīs e Germanos di Patrasso, incontrarono Gregorios Papaflessas al Monastero degli Arcangeli Michele e Gabriele a Vostitsa per discutere piani per una rivolta contro i turchi. All'inizio, scettico sulla retorica di Papaflessas per una rivolta generale, Londos e gli altri leader alla fine alzarono la bandiera dell'indipendenza il 10 marzo 1821, al monastero di Agia Lavra. Fu dopo che il Bey di Tripoli imprigionò e minacciò di giustiziare diversi importanti vescovi greci.

La bandiera issata da Andreas Londos a Patrasso allo scoppio della guerra d'indipendenza greca.

Il 23 marzo 1821, a capo di 400 combattenti greci marciò su Vostitsa. Sentendo le voci di un'insurrezione generale, i turchi fuggirono attraverso il Golfo di Corinto e si rifugiarono ad Amfissa. I greci catturarono la città senza combattere. Lasciando 200 uomini come guarnigione, Londos marciò poi su Patrasso per unirsi all'assedio della fortezza della città.
Nel luglio 1822, ad Akrata, una forza di combattenti greci comandata da Londos, Zaimis e Petimezas circondò e attaccò un gruppo di 4000 turchi in marcia verso Patrasso dopo la loro sconfitta nella battaglia di Dervenakia. Solo pochi furono fortunati a fuggire, mentre Yusuf Pascià inviò delle navi per portarli a Patrasso.
Andreas Londos, insieme al suo amico e alleato Andreas Zaimis, fu in seguito coinvolto negli intrighi politici che circondavano le rivendicazioni di due fazioni sulla legittimità del governo. Dapprima schierato con il governo (allora guidato da Georgios Kountouriotis), Londos si unì in seguito ai leader del Peloponneso contro il governo di Ioannis Kolettis e supportò successivamente la fazione perdente della guerra civile del 1824.
Dopo l'indipendenza greca, fu coinvolto nel Movimento del 3 settembre che finalmente assicurò una costituzione per il popolo greco.
Andreas morì nel 1846 ad Atene.